# Pseudimbrasia intermedia
Pseudimbrasia intermedia är en fjärilsart som beskrevs av Embrik Strand 1911. Pseudimbrasia intermedia ingår i släktet Pseudimbrasia och familjen påfågelsspinnare. Inga underarter finns listade i Catalogue of Life.